# Thoracophorus fletcheri
Thoracophorus fletcheri är en skalbaggsart som beskrevs av Hans Wendeler 1927. Thoracophorus fletcheri ingår i släktet Thoracophorus och familjen kortvingar. Inga underarter finns listade i Catalogue of Life.